# Громадянська ініціатива (партія)
Всеросійська політична партія «Громадянська ініціатива» (рос. Гражданская инициатива) — російська правоцентрична політична партія, яка була створенна Андрієм Нєчаєвим 2 березня 2013 року.

## Історія

### Створення партії
Олексій Кудрін, який брав участь у протестних акціях 2011-2013 років і бажав посісти роль посередника між опозицією та владою, створив у квітні 2012 року "Комітет громадських ініціатив", назву для якого придумав Нечаєв, і вона сподобалася колишньому міністру фінансів. Однак Андрій Нечаєв спочатку планував створювати партію спільно з Кудріним, і той був не проти. Такий проект був у підсумку відкинутий через те, що, поспілкувавшись із Путіним, Кудрін "вирішив, що партію (створювати) рано, треба обмежитися створенням комітету". Нечаєв, який на той час уже зібрав людей, все ж вирішив створювати правоцентристську партію, членом якої, після її появи, колишній міністр фінансів не став.
27 липня 2012 року було оголошено про початок створення партії, протягом наступного півріччя були створені представництва партії в 50 регіонах. Перед цим законодавчий поріг чисельності партій було знижено з 40 тисяч осіб до 500, що значно полегшило процедуру реєстрації.
Після розпуску "Союзу правих сил" частина політичного спектра залишалася вільною, і з ініціативи Андрія Нечаєва знову було зібрано групу однодумців, які мали намір створити нову партію з ліберально-демократичною ідеологією.

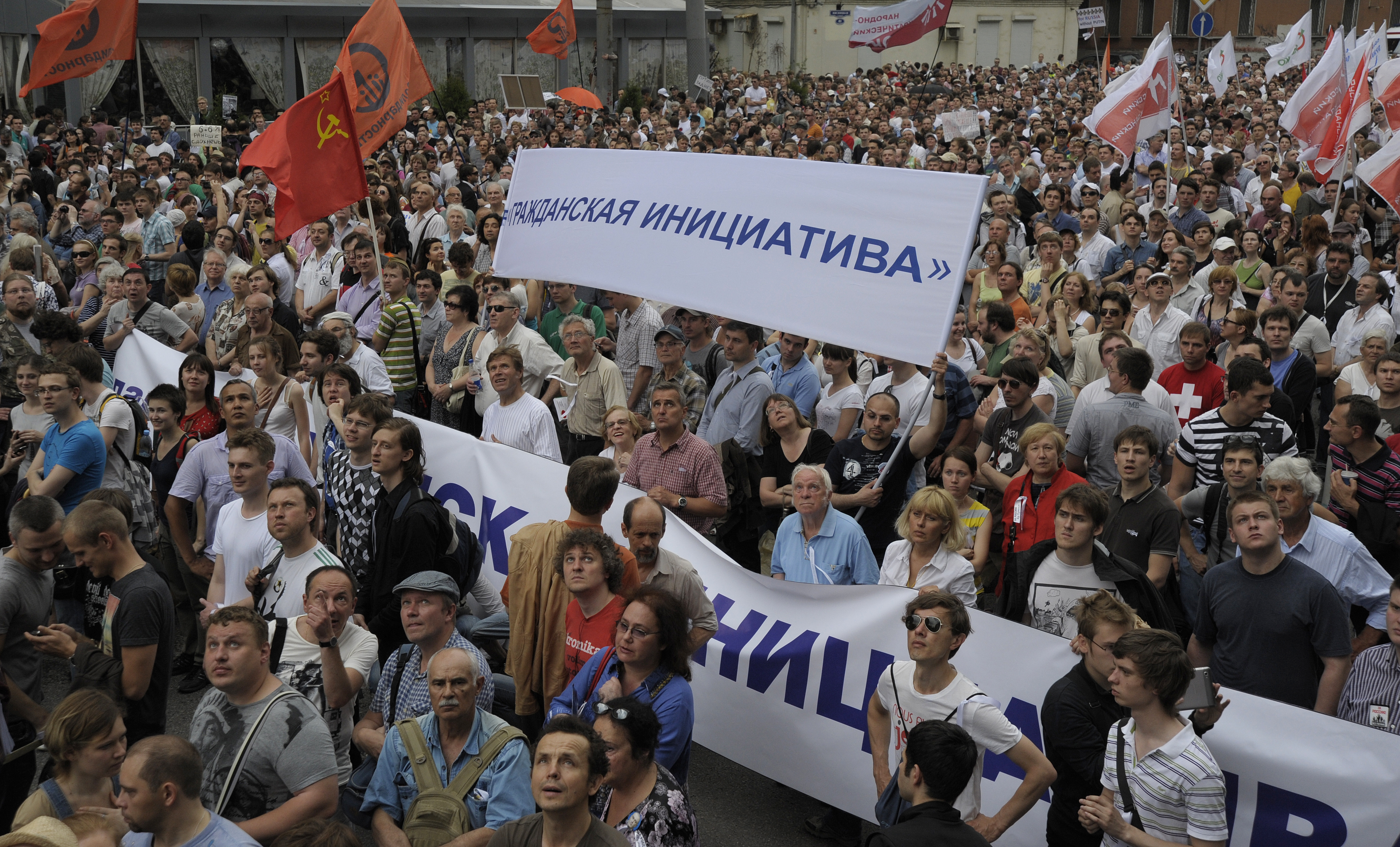
"Громадянська Ініціатива" на марші мільйонів

З моменту створення оргкомітету партія часто бере участь у масових акціях ("Марш мільйонів", Марш проти "Закону негідників", Мітинг "Право на зброю", Мітинг на захист "В'язнів 6 травня", Мітинг "За вільний бізнес", "Марш миру", Мітинг "За зелену Москву" та ін.), у 2020 році партія брала участь в організації "Маршу пам'яті Бориса Нємцова".
Кандидат від "Громадянської ініціативи" Юрій Маркленович В'язів переміг на Дострокових виборах Голови Баганського району Новосибірської області, що проходили 14 вересня 2014 року, набравши 46,62 % голосів.
У 2015 році до політичної ради партії входили Володимир Рижков, Дмитро Некрасов, Максим Кац, Дмитро і Геннадій Гудкови. Партія ухвалила рішення про висунення кандидатів у депутати Законодавчих зборів Калузької області. Серед інших, кандидатами були лідер партії Андрій Нечаєв і Дар'я Бесєдіна. У підсумку, до виборів їх не допустили
13 червня 2018 року Московське відділення партії ухвалило рішення про висунення Дмитра Гудкова кандидатом на пост мера Москви, але він не зміг пройти муніципальний фільтр, здавши до Мосміськвиборчкому тільки 76 підписів зі 110 необхідних).
На виборах губернатора Московської області в 2018 році партія підтримала колишнього заступника голови фракції "Союзу правих сил" у Держдумі III скликання, кандидата Бориса Надєждіна, висунутого "Партією Росту". Він набрав 93 223 голоси (4,36 %) і посів останнє місце. У 2023 році на чергових виборах "Громадянська ініціатива" спробувала самостійно висунути Надєждіна кандидатом на пост губернатора, але місцева виборча комісія відмовила в реєстрації.
Партія виступає проти фальсифікації виборів, за свободу підприємництва, за модернізацію економічної та соціальної сфери життя, за легалізацію володіння зброєю, жорстко засудила вбивство Бориса Нємцова.

### Висування кандидатуриКсенії Собчакна президентські вибори (2018)

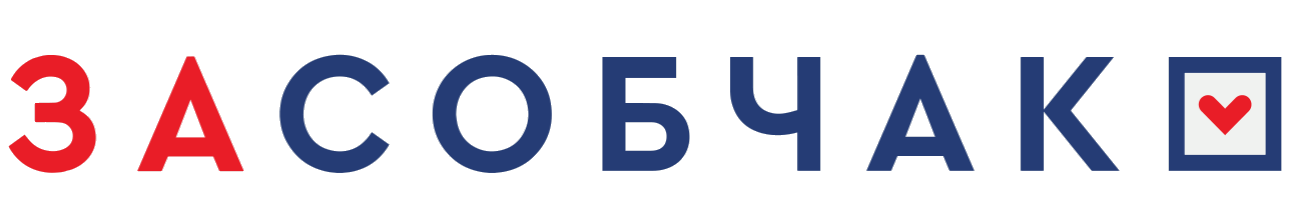
Логотип президентської кампанії Ксенії Собчак.

Ксенія Собчак, заявивши, що підтримує програму "Громадянської ініціативи", 23 грудня 2017 року увійшла до її політичної ради. Тоді ж вона була висунута партією як кандидат на пост президента Російської Федерації. Собчак офіційно заявила про своє висунення і пояснила, що вважає участь у виборах найкращим законним способом висловити протест і що планує стати своєрідною графою "проти всіх". Нечаєв погодився на висунення, розраховуючи на те, що набрані на виборах голоси допоможуть партії отримати державне фінансування, а допуск до ефірів федеральних телеканалів підвищити впізнаваність, також Андрій Нечаєв був категорично проти висунення Собчак, якщо це буде "частина передвиборчої гри адміністрації президента".
Висування Собчак підтримали Михайло Ходорковський, Андрій Макаревич, Володимир Познер і Михайло Касьянов.
У підсумку, на виборах президента 18 березня 2018 року кандидат Ксенія Собчак набрала 1 238 031 голос або ж 1,68 %, посівши 4-е місце, програвши Володимиру Путіну, Павлу Грудніну та Володимиру Жириновському.

### Висування кандидатуриБориса Надєждінана президентські вибори (2024)
31 жовтня 2023 року Борис Надєждін оголосив, що висуває свою кандидатуру на президентські вибори в Росії 2024 і заявив, що так звана «СВО» — це «фатальна помилка» Путіна.

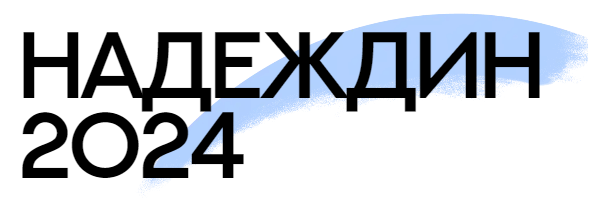
Логотип президентської кампанії Бориса Надєждіна

23 грудня 2023 року на з'їзді партії «Громадянська ініціатива» був висунутий кандидатом на президентські вибори.
28 грудня 2023 року ЦВК допустила Бориса Надєждіна до збору підписів.
8 лютого 2024 року ЦВК відмовив Борису Надєждіну у реєстрації кандидатури на пост президента РФ. 